# John Spencer (snookerzysta)
John Spencer (ur. 18 września 1935 w Radcliffe, zm. 11 lipca 2006 tamże) – angielski snookerzysta, czołowy zawodnik świata w latach 70. XX w.
W 1964 w finale amatorskich mistrzostw Anglii uległ Rayowi Reardonowi. W 1966 zdobył ten tytuł po zwycięstwie w finale nad Marcusem Owenem. W tym samym roku w finale amatorskich mistrzostw świata w Karaczi pokonał go brat Marcusa, Gary Owen.
Jako zawodowiec debiutował w mistrzostwach świata w 1969. W pierwszej od wielu lat edycji turniejowej Spencer okazał się najlepszy, w finale rewanżując się Gary'emu Owenowi 37:24. Nie obronił tytułu, ulegając Reardonowi w półfinale w 1970. Mistrzostwo świata odzyskał po zwycięstwie w Melbourne nad Warrenem Simpsonem. W 1972 zagrał w finale, który przegrał z Aleksem Higginsem. W 1977, po zwycięskim finale z Cliffem Thorburnem, został pierwszym mistrzem świata od przyjęcia przez turniej nazwy Embassy World Championship.
Inne zwycięstwa Spencera:
- Benson & Hedges Masters 1975,
- Benson & Hedges Irish Masters 1978,
- Norwich Union Open 1973, 1974,
- Holsten Lager International 1979,
- Pontins Professional 1977,
- Wilsons Classic 1980,
- Pot Black 1970, 1971, 1976.

W ostatnich latach kariery zmagał się z problemami wzrokowymi. Jeden raz osiągnął maksymalny break snookerowy – 147 punktów. Jego ostatnim znaczącym rezultatem był ćwierćfinał British Open w 1987, gdzie przegrał z Jimmym White'em. Karierę zakończył w 1992.
W latach 1990–1996 był prezydentem Światowego Stowarzyszenia Bilarda i Snookera Zawodowego.